# Valmir Louruz
Valmir Louruz (Porto Alegre, 13 de março de 1944  —  Porto Alegre, 29 de abril de 2015) foi um treinador e futebolista brasileiro, que atuava como zagueiro.

## Carreira[2]

### Como jogador
Valmir começou sua carreira profissional em 1964 no E.C. Hercilio Luz -Tubarao/SC. Depois foi levado ao Pelotas em 1967 pelo então treinador do clube, Oswaldo Rolla (Foguinho).  Valmir chamou a atenção de Foguinho, que solicitou a sua contratação junto à diretoria do clube pelotense.
Posteriormente, foi emprestado ao Palmeiras em 1968 e contratado pelo Internacional, no ano seguinte. Valmir conquistou três títulos estaduais pelo Inter, entre 1969 e 1971.
Ainda defendeu as equipes de Londrina, Colorado-PR, Caxias, CSA e Juventude, onde encerrou sua carreira.

### Como treinador
Estreou como treinador no Juventude, em 1980.
No ano seguinte, comandou o CSA, sagrando-se campeão estadual. Foi o responsável por dar a primeira oportunidade a Luiz Felipe Scolari, então seu zagueiro no clube alagoano, como treinador, quando sua esposa adoeceu e ele teve de retornar ao Sul , o comandante cedeu sua vaga a Felipão.
Retornou ao Juventude em 1984, para comandar, no ano seguinte, o Brasil de Pelotas, levando o clube à terceira colocação do Campeonato Brasileiro daquele ano.
Treinando a Seleção Olímpica do Kuwait, classificou o país para os Jogos Olímpicos de Barcelona, em 1992.
Em 1998, foi vice-campeão japonês e conquistou a Copa Nabisco pelo Júbilo Iwata.
No ano seguinte, levou o Juventude à conquista da Copa do Brasil de 1999. No mesmo ano, dirigiu o Internacional no Campeonato Brasileiro e voltou ao Juventude no ano seguinte.
Faleceu no dia 29 de abril de 2015, em Porto Alegre, sofrendo um mal súbito após sair da banca de Revistas do Macedo localizada na Cidade Baixa, onde ia diariamente encontrar os amigos, em direção ao mercado público.

## Títulos

### Como jogador
Internacional
- Campeonato Gaúcho: 1969, 1970 e 1971

### Como treinador
CSA
- Campeonato Alagoano: 1981

Vitória
- Campeonato Baiano: 1989

Júbilo Iwata
- Copa da Liga Japonesa: 1998

Juventude
- Copa do Brasil: 1999

## Campanhas de destaque

### Como treinador
Brasil de Pelotas
- Campeonato Brasileiro: 1985 (3º colocado)

Juventude
- Campeão da Copa do Brasil (1999)